# Eupithecia scelestata
Eupithecia scelestata är en fjärilsart som beskrevs av Taylor 1907. Eupithecia scelestata ingår i släktet Eupithecia och familjen mätare. Inga underarter finns listade i Catalogue of Life.